# Simón Pedro Barceló Vadell
Simón Pedro Barceló Vadell (Palma, Mallorca, 1966) és un empresari i polític mallorquí, senador a la IV Legislatura.
Llicenciat en Dret per la Universitat de les Illes Balears, fou membre fundador de l'Associació Independent d'Estudiants de les Illes Balears i de la Fundació Antonio Maura de Balears. President Regional de Noves Generacions del PP de Balears des d'octubre de 1987. Membre del Comitè Executiu Regional, Junta Directiva Reiongal i Junta Directiva Nacional del PP. A les eleccions generals espanyoles de 1989 fou escollit senador per Mallorca pel Partit Popular.
Des de 1993 és copresident de Barceló Corporación Empresarial i el 2000 fou escollit Millor Empresari de Balears per la revista Actualidad Económica, i va rebre el premi Emprenedor de l'any 2000 convocat per Ernst & Young, IESE, La Caixa i Cinco Días. Des de 2014 és president de l'Agrupació de Cadenes Hoteleres de Balears.